# Межправительственный комитет по делам беженцев
Межправительственный комитет по делам беженцев (англ. Intergovernmental Committee on Refugees, ICR), реже также именуемый как Межправительственный комитет по делам политических беженцев (англ. Intergovernmental Committee on Political Refugees) или Эвианский комитет (фр. Comité d'Évian), сокращенно также IGC, иногда IGCR — был сформирован 14 июля 1938 года. Эвианской конференцией для переговоров о дополнительных квотах на въезд для еврейских беженцев из Германии и Австрии, а также согласования их упорядоченного выезда с немецкими властями. Во время и после Второй мировой войны организация отвечала за переселение перемещённых лиц.

## Эвианская конференция и еврейские квоты на въезд

### Состав

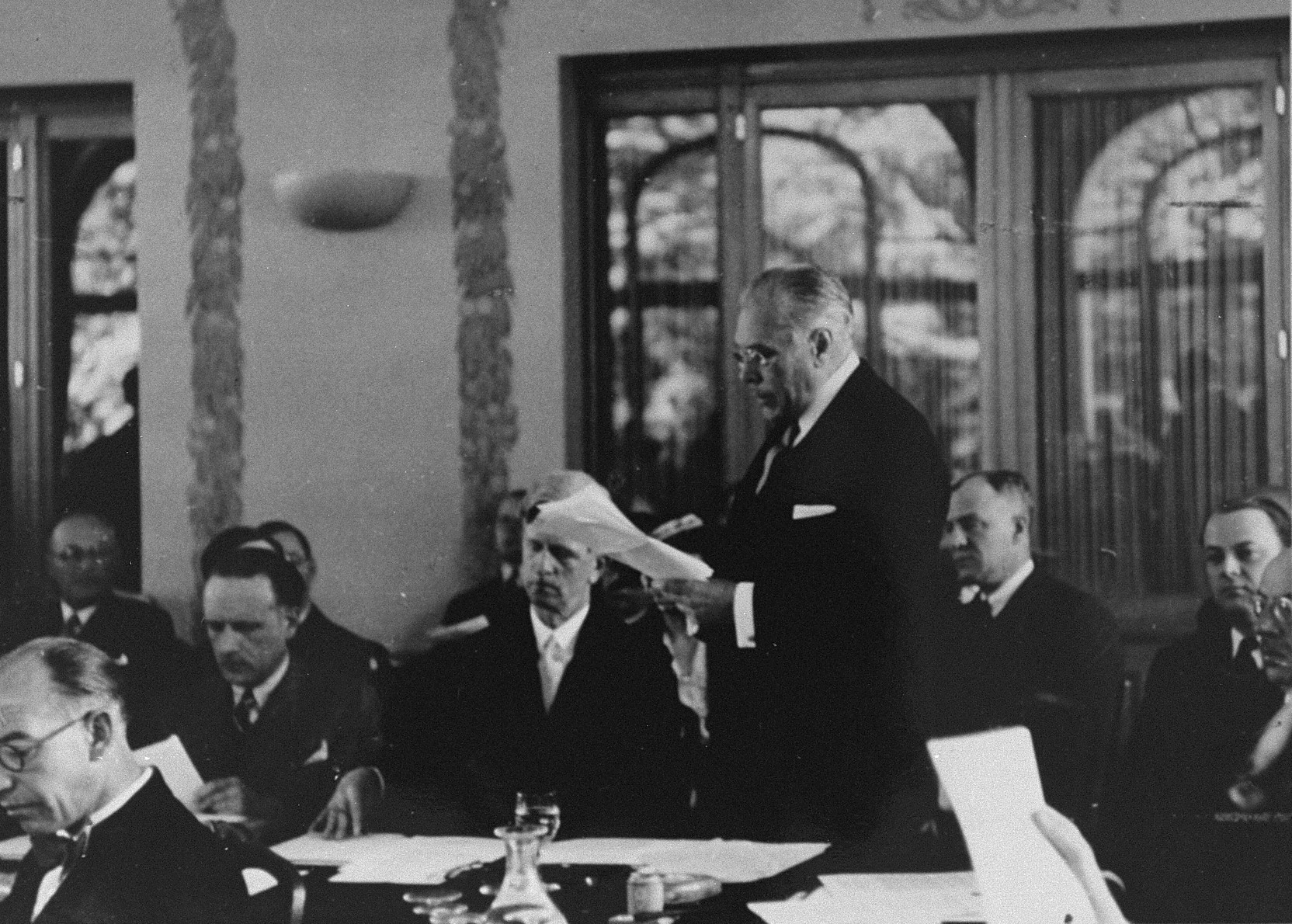
Майрон Тейлор открывает Эвианскую конференцию

ICR состоял из большинства представителей правительств, присланных из 32 стран, участвовавших в конференции. Неформально из этого круга сформировался совет из шести членов, где выделялись лорд Уинтертон (Великобритания), Анри Беренже (Франция) и Майрон Тейлор (США). Первоначальные переговоры были поручены совету директоров во главе с американцами Джорджем Рабли и Робертом Пеллом.
Через шесть месяцев ушедшего в отставку Рабли сменил бывший Верховный комиссар Лиги Наций по делам беженцев британец Герберт Эмерсон.

### Первые контакты
Еще за четыре дня до первого заседания ICR, состоявшегося в Лондоне 3 августа 1938 года, британский посол Невил Гендерсон официально запросил статс-секретаря Эрнста фон Вайцзеккера, желает ли он принять руководителя переговоров. Цель намеченного обсуждения — создание «…упорядоченной основы для отправки евреев за границу…». Вайцзеккер отверг переговоры и сослался на неудачу Эвианской конференции, которая не установила каких-либо значительных квот приема. Германия не хочет и не может давать беженцам иностранную валюту. Запросы послов США и Франции также оказались безуспешны.
После ноябрьских погромов 1938 года немецкая сторона изменила свою готовность к переговорам. Герман Геринг хотел использовать все доступные средства для продвижения «еврейской эмиграции» и приказал Рейнхарду Гейдриху создать в Берлине Центральное бюро еврейской эмиграции (январь — февраль 1939 года). Неформальные доверительные контакты осуществлялись через посредников. В декабре 1938 года Ялмар Шахт с согласия Гитлера отправился в Лондон, где встретился с Рабли «как частное лицо».

### Немецкие предложения
В это время в главном управлении СД также осознали, что даже при благоприятнейших условиях около 200 000 евреев «не способны эмигрировать» по возрасту и болезни. Расходы на содержание евреев, оставшихся в рейхе, должны были по возможности возмещаться единоверцами из-за границы или же за счет конфискованного у беженцев имущества.
Шахт представил Рабли более конкретный план. Все трудоспособные евреи должны были покинуть Германию в течение следующих пяти лет. Их активы подлежали конфискации, а средства использованы в основном для поддержки евреев старшего возраста, все еще остававшихся в Германии. Четверть выручки должна пойти в трастовый фонд, но лишь при благоприятном курсе иностранной валюты. Рабли должен был предложить правительственным представителям ICR авансировать иностранную валюту в качестве «помощи для иммиграции» первоначально 150 000 эмигрантов.
20 января 1939 года Шахт был уволен с поста президента Рейхсбанка. Однако уже на следующий день Рабли встретился с Германом Герингом, который был в курсе дела и поручил министериаль-диригенту Гельмуту Вольтату продолжить переговоры.

### Реакция
Иоахим фон Риббентроп, который ощущал себя игнорируемым Шахтом, был против этого плана, желая удержать свои позиции. Рейнхард Гейдрих, который с 24 января 1939 года возглавил Центральное управление рейха по еврейской эмиграции, тоже не желал полагаться на этот план. Он намеревался создать «Имперское объединение евреев в Германии» и наряду с международными организациями помощи евреям возложить на нее ответственность за приобретение иностранной валюты и получение разрешений на иммиграцию.
На своем заседании в середине февраля 1939 года правительственные представители ICR фактически ограничились ни к чему не обязывающими высказываниями о том, чтобы «содействовать… возможности постоянного переселения „вынужденных переселенцев“ из Германии» и принять планы финансирования «к сведению». Конкретные обязательства отсутствовали. Было упомянуто несколько возможных принимающих стран, в том числе Мадагаскар, и туда было отправлено четыре комиссии. Однако в апреле ICR обнаружил, что требуются только сельскохозяйственные рабочие и несколько специалистов и инвесторов; собственный рынок труда не должен быть нагружен ни в коем случае.
Пока длились переговоры с немецкими властями, Гейдрих смог указать на свой успех в вывозе из Германии за три месяца почти 20 000 евреев. Через несколько месяцев начало Второй мировой войны перечеркнуло незрелые планы ICR.

## Бермудская конференция и переселение перемещённых лиц
Поиск пристанища оказался безуспешным, и в первые военные годы ICR прекратил свою работу, не распустив организацию. На Бермудской конференции с участием США и Великобритании, которая открылась 19 апреля 1943 года для решения проблемы военных беженцев, было решено возобновить деятельность ICR. Хотя ICR должен был действовать как важный инструмент для срочного спасения и поддержки евреев (призывы о помощи со стороны восставших в Варшавском гетто прозвучали на Западе через два дня после начала Бермудской конференции), исполнительный орган ICR не собирался до августа и в 1943 году не принял ни одного проекта спасения или помощи.
В августе 1943 года Исполнительный комитет ICR признал, что обстоятельства войны заставляют выходить за рамки первоначального мандата и заботиться о людях, покинувших родину по религиозным, расовым или политическим причинам из страха за свою жизнь и свободу. Помощь, основанная на разделении труда, должна была организовываться совместно с Администрацией помощи и восстановления Объединённых Наций (UNRRA), которая была основана в том же году. ICR предстояло позаботиться о переселении перемещённых лиц, которые не хотят или не могут вернуться в свои страны, а UNRRA — организовать репатриацию в соответствующие родные страны. 
Седьмая и последняя пленарная сессия Межправительственного комитета по делам беженцев, в которой приняли участие двадцать девять его членов, состоялась в Лондоне с 30 мая по 3 июня 1947 года. На заседании были приняты резолюции о том, что Комитет не будет предпринимать никаких дальнейших действий после 1 июля 1947 года. Его заменила Международная организация по делам беженцев.